# سازمان درفش کاویانی
سازمان درفش کاویانی، یکی از سازمان‌های فرهنگی و سیاسی برون‌مرزی و هوادار حکومت پهلوی و مخالف با نظام جمهوری اسلامی بود.

## اعضای سرشناس سازمان
فهرست نام‌های برخی از اعضای سرشناس سازمان درفش کاویانی:
1. رضا مظلومان
2. عطاالله بای‌احمدی
3. سیروس الهی
4. عباس قلی‌زاده
5. فریدون فرخزاد
6. هادی عزیز مرادی
7. منوچهر گنجی[۲]

## نقض حقوق توسط جمهوری اسلامی
در میان گروه‌های پادشاهی‌خواه (هواداران حکومت پهلوی)، «سازمان درفش کاویانی» مانند نهضت مقاومت ملی ایران آماج بیشترین ترورها از سوی حکومت جمهوری اسلامی است.

### اعدام و ترور
«نه مرگ آن‌قدر تلخ است، نه زندگی آن‌قدر شیرین، که انسان برای این دو شرفش را بدهد.» (گفتاری از فریدون فرخزاد)

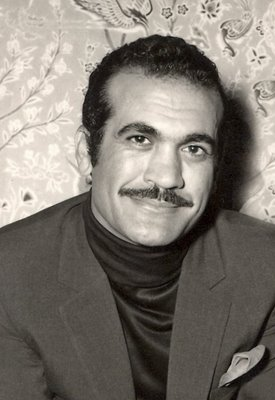
فریدون فرخزاد

رضا مظلومان (کوروش آریامنش)

فهرست اعضای بلندپایه «سازمان درفش کاویانی» که به دست برخی از عوامل حکومت جمهوری اسلامی و در بیرون از ایران، ترور و کشته شدند:
1. رضا مظلومان («کوروش آریامنش»)؛ معاون پیشین وزیر آموزش و پرورش ایران در دوره پهلوی[۵] و نیز ناشر مجله «ما آزادگان»[۶]؛ تاریخ و جای ترور: ۷ خرداد ۱۳۷۵، فرانسه؛[۷][۸][۹] شیوه ترور: با شلیک چند گلوله دو مأمور امنیتی در خانه‌اش.[۱]
2. عطاءالله بای‌احمدی[۱۰][۱۱]؛ نظامی[۱۲] و یکی از پایه‌گذاران[۱۳] «سازمان درفش کاویانی»[۶]؛ تاریخ و جای ترور و کشته شدن: ۱۴ خرداد ۱۳۶۸، امارات متحده عربی[۷][۱۴][۹] شیوه ترور: شلیک چند گلوله به وی در هتل.[۱]
3. سیروس الهی؛[۱۵][۱۱] استاد پیشین علوم سیاسی دانشگاه ملی ایران و مشاور وزیر آموزش و پرورش در دوره پهلوی و نیز یکی از بنیان‌گذاران[۱۶] «سازمان درفش کاویانی»[۶][۱۷]؛ تاریخ و جای ترور: ۱ آبان ۱۳۶۹، فرانسه[۷][۱۸][۹] شیوه ترور: شلیک چند گلوله به سر و بدن.[۱] یکی از متهمان پرونده ترور وی به نام علی قربانی‌فر (برادر منوچهر قربانی‌فر، یکی از عوامل ماجرای مک‌فارلین یا همان دلالی برای خرید سلاح از آمریکا و اسرائیل برای حکومت جمهوری اسلامی) اعتراف کرد که یکی از عوامل ترور مخالفان حکومت جمهوری اسلامی است.[۱۹]
4. عباس قلی‌زاده (عاقلی‌زاده)[۶]؛ تاریخ و جای ربوده شدن: ۵ دی ۱۳۷۱، ترکیه[۷][۲۰][۹]؛ شیوه ترور: ربوده شدن (در مقابل چشمان همسرش) به دست گروه بنیادگرای «عمل اسلامی» و تحویل داده شدنش به مأموران امنیتی جمهوری اسلامی و سپس کشته شدنش پس از بازجویی و شکنجه.[۱]
5. بهروز شاه‌وردی‌لو؛[۶]؛ تاریخ و جای ترور: ۱۹۸۵ میلادی، ترکیه؛[۹][۲۱]
6. هادی عزیز مرادی (حمید عزیز مرادی)[۶]؛ تاریخ و جای ترور: ۱۹۸۵ میلادی، ترکیه؛[۹][۲۱]
7. فریدون فرخزاد (برادر فروغ فرخزاد)؛[۲۲]شومن، بازیگر، خواننده و زندانی سیاسی در دوره جمهوری اسلامی[۴] تاریخ و جای ترور: ۱۶ مرداد ۱۳۷۱، آلمان؛ شیوه ترور: کاردآجین شدن (سلاخی با ضربات متعدد چاقو) در خانه[۲۳] به دست برخی از مأموران امنیتی حکومت جمهوری اسلامی.[۲۴] از سوی حکومت جمهوری اسلامی با برخی از شخصیت‌های سرشناس مخالفان حکومت-که در بیرون از ایران اقامت داشتند-تماس برقرار شده و ادعا می‌شود که وضعیت در جمهوری اسلامی برای بازگشت مخالفان، به شرط ادامه ندادن فعالیت سیاسی، تغییر کرده و آنان می‌توانند بدون نگرانی به ایران بازگردند؛ در حالی که بعدها روشن شد که هدف اصلی از چنین تماس‌ها و گفت‌وگوهایی کشتن آن‌هاست که فریدون فرخزاد هم برای رسیدگی به وضعیت (بیماری) مادرش در ایران، این پیشنهاد را می‌پذیرد؛ ولی ترور می‌شود.[۲۵]

### احضار، بازداشت، شکنجه و زندان
- ۱۸ تن از هواداران سازمان درفش کاویانی توسط حکومت جمهوری اسلامی بازداشت شدند.[۲]

## سرکوبگران
- نهادهای امنیتی[۱] حکومت جمهوری اسلامی ایران[۱۷] (وزارت اطلاعات و سازمان اطلاعات سپاه پاسداران انقلاب اسلامی)

## روش‌های سرکوب
- اتهام زدن؛ برخی از عوامل وابسته به حکومت جمهوری اسلامی، ترور و سلاخی شدن فریدون فرخزاد را به سازمان درفش کاویانی نسبت داده‌اند که البته این اتهام به دلیل دست داشتن خود حکومت جمهوری اسلامی[۲۴] در ترور وی، رد شده‌است.[۲۶]
- زندانی و شکنجه کردن؛
- ترور و کشتن.